# Goodyera striata
Goodyera striata är en orkidéart som beskrevs av Heinrich Gustav Reichenbach. Goodyera striata ingår i släktet knärötter, och familjen orkidéer. Inga underarter finns listade i Catalogue of Life.